# Han Sai Por
 (novembre 2024).
Han Sai Por (en chinois : 韓少芙), née le 19 juillet 1943 à Singapour, est une sculptrice singapourienne.

## Biographie
Née sous l'occupation japonaise, Han Sai Por est l'une des six enfants d'un couple pauvre vivant dans un bidonville de Changi (en), quartier périphérique de Singapour. Petite, elle fabrique des figurines d'animaux avec du sable sur la plage et découvre les sculptures de Michel-Ange grâce à un livre offert par sa mère.
Elle fait ses études au lycée chinois Yock Eng (aujourd'hui Yuying Secondary School (en)) puis au Singapore Teachers' Training College entre 1965 et 1968 pour devenir professeur des écoles. Tout en travaillant comme enseignante, elle suit des cours à temps partiel à l'Académie des Beaux-Arts de Nanyang (en) (NAFA) de 1975 à 1977. Ayant économisé un peu d'argent, elle parvient à se rendre au Royaume-Uni pour étudier au East Ham College of Art (1979-1980) et au Wolverhampton College of Art (1980-1983). Elle travaille comme cuisinière, femme de chambre d'hôtel, serveuse et artiste de rue pour subvenir à ses besoins. 
Elle retourne à Singapour en 1983 où elle est nommée professeur d'arts plastiques dans le lycée Nanyang Girls' High School (en). En 1987, elle commence à enseigner également à la NAFA, à l'école d'art Lasalle (en) (de 1987 à 1993) et à l'université technologique de Nanyang (de 1994 à 1996). Par la suite, elle complète son cursus avec études en architecture du paysage à l'Université de Lincoln (Nouvelle-Zélande) (en), en Nouvelle-Zélande.

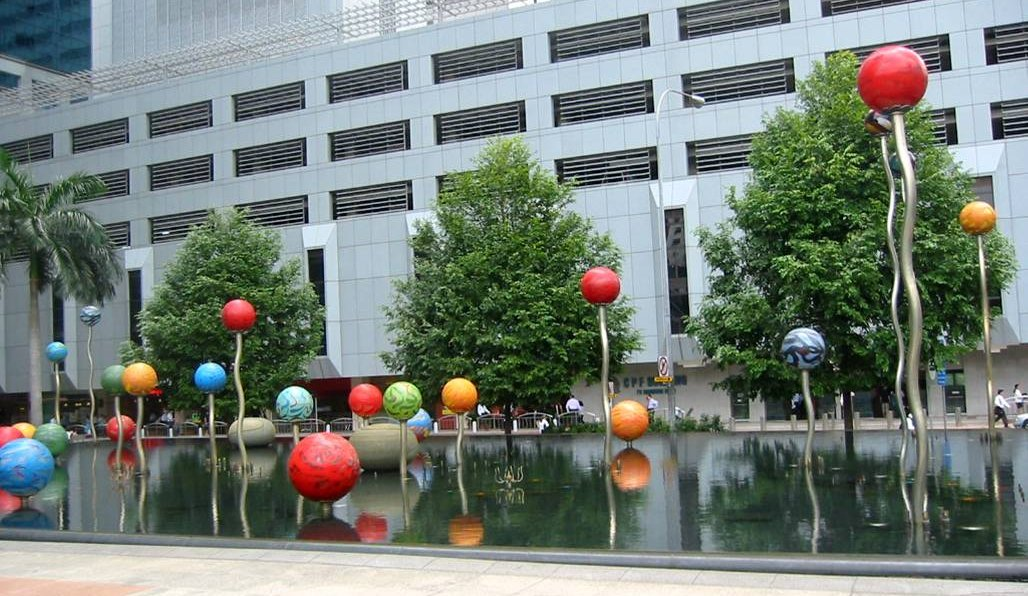
Shimmering Pearls I (1999), la première œuvre en verre de Han, devant la tour Capital.

La première exposition personnelle de Han Sai Por se déroule au musée national de Singapour, du 18 au 28 février 1993. Elle devient sculptrice à plein temps en 1997.

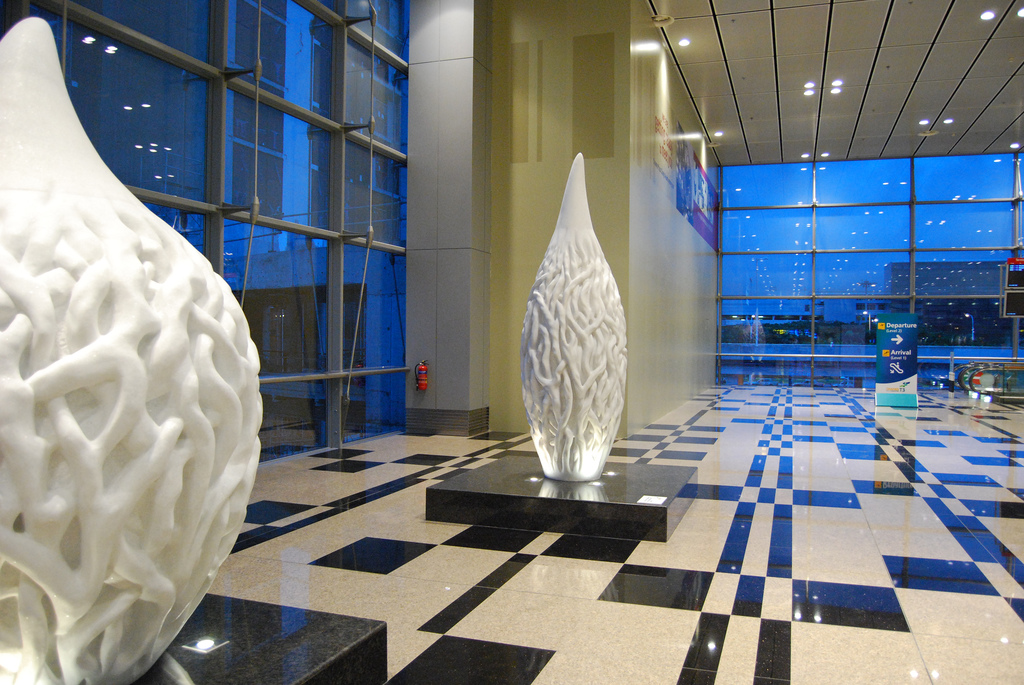
Flora Inspiration (2007), aéroport de Singapour-Changi.

En 2001, elle est élue présidente fondatrice de la Société de sculpture de Singapour.

## Œuvre

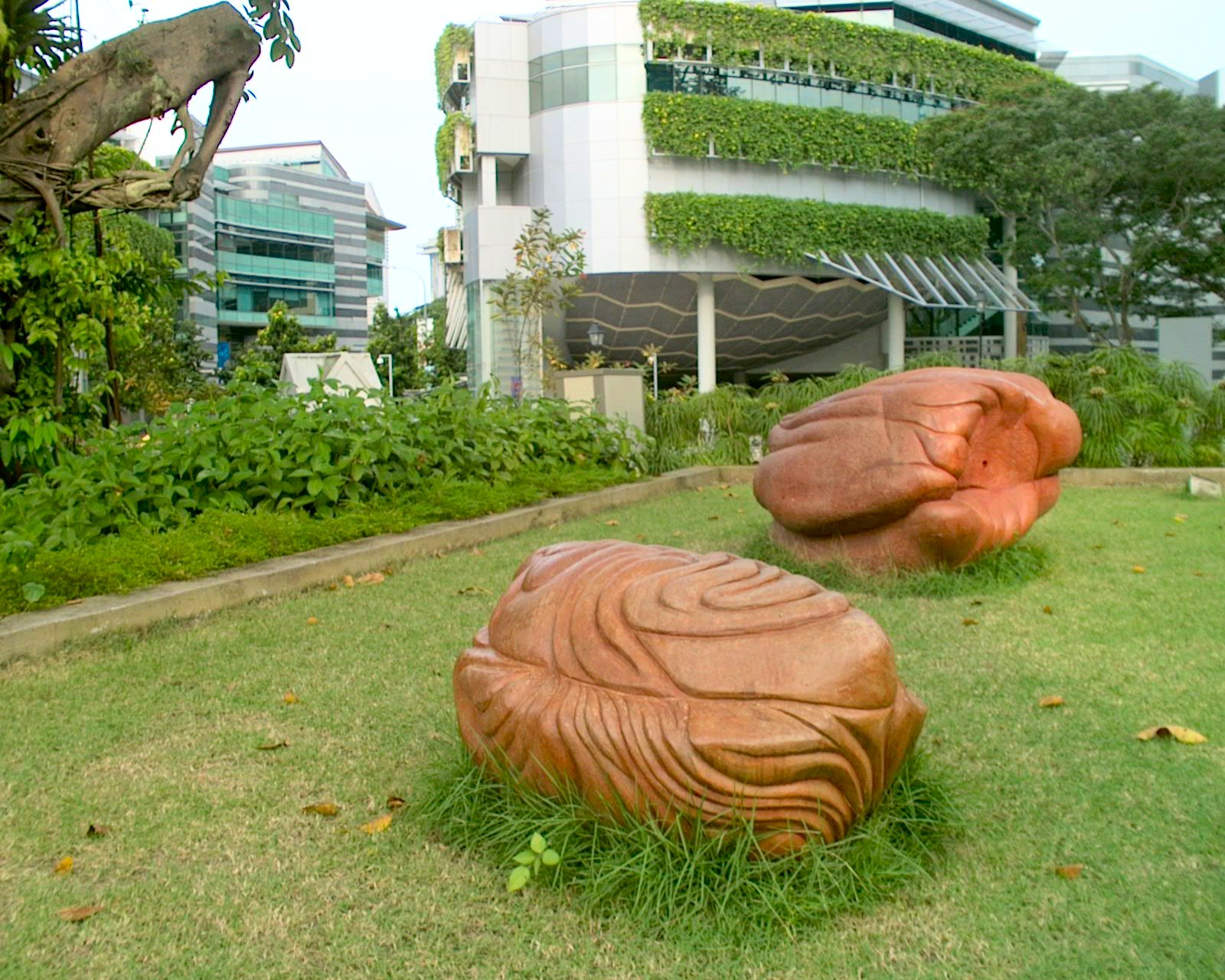
Seeds (2006), sur les pelouses du musée national de Singapour.

Les travaux les plus connus de Han Sai Por sont des sculptures en pierre (granit ou marbre le plus souvent) aux formes organiques. Par exemple : Growth (1985), un ensemble de cinq pierres de marbre blanc en formes de poire ; Spirit of Nature (1988), trois formes ovoïdes et sphéroïdes en granit noir ; Object C (1992), un objet en granit gris pâle ressemblant à un canoë ; et Seeds (2006), de gros noyaux sculptés dans grès.
20 Tonnes, exposé pour la première fois en 2002 et désormais installé en permanence devant le musée national, se compose d'une rangée de six blocs de granit monolithiques striés avec un bloc plus petit à chaque extrémité, tous taillés dans un seul rocher. 

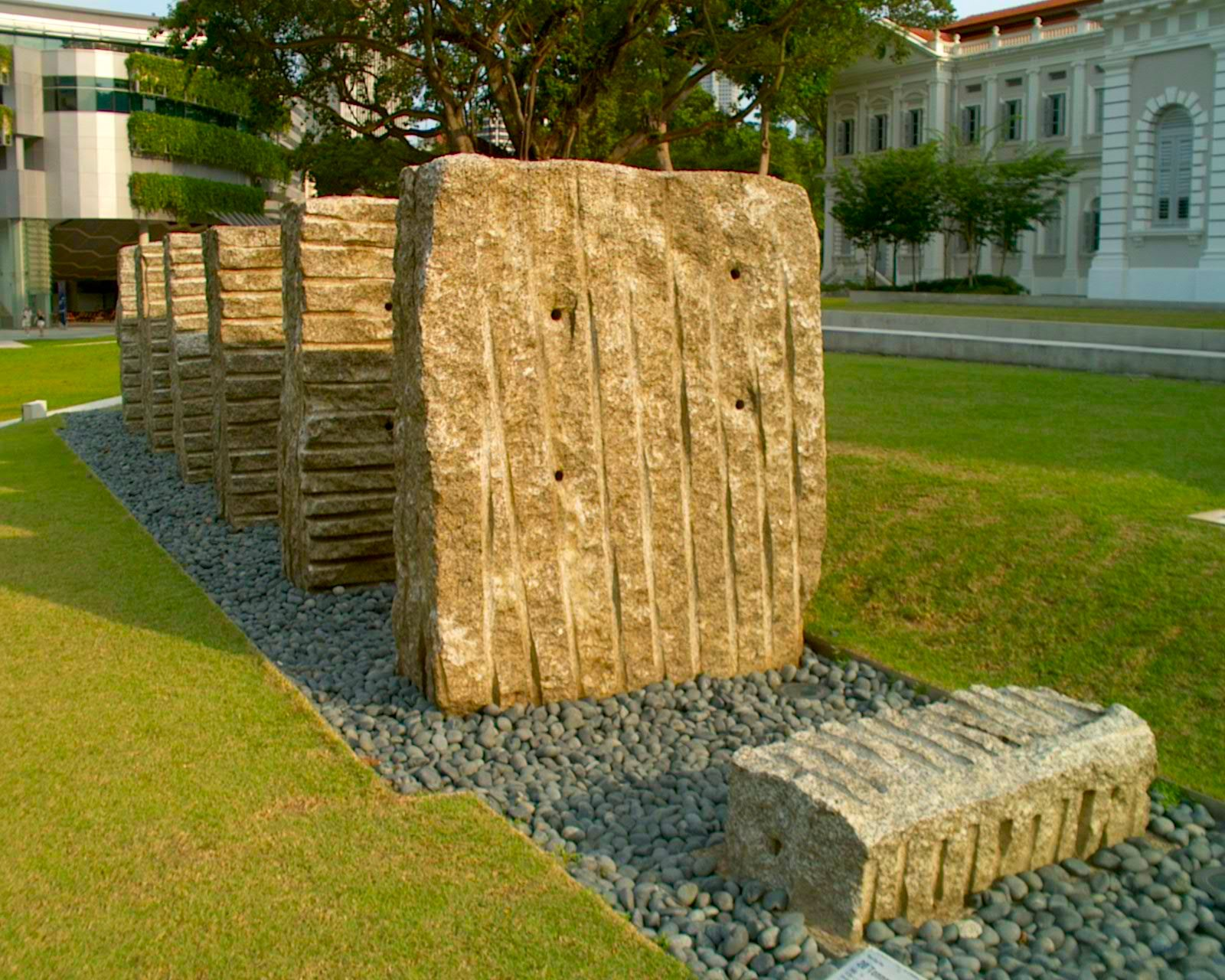
20 Tonnes (2002).